# 南岗子天主堂
南岗子天主堂，全名天主教北京教区南岗子圣德肋撒堂，位于北京市东城区幸福大街永生巷6号，隶属天主教北京教区。

## 简介
1910年，东交民巷天主堂柯来孟神父、北京仁爱会修女依搦斯、若瑟会修女夏大姑等人共同筹建该堂，在放生池胡同（今为永生巷）凑集两万银元，购买坟荒地2.8公顷（43.5亩，2887.1平方米），建成“普爱堂”。原有两栋双层楼房和一些平房。主要用来让修女们疗养、静修之用，同时也开设诊所，后来增设缝纫班，义务为穷人和大龄孤儿及社会上贫困的女孩子缝补衣服。
1923年，仁爱会修女对普爱堂进行改造，修建了现在这座朝北的哥特式教堂，称南岗子天主堂。堂身长32.5米，宽13.8米，钟楼高15米，占地448.5平方米。除圣堂外，另建有神父院、厨房院等辅助建筑，还有学房7间，作为“惠我第四分校”。
1952年，将修女院作为孤儿院使用。1958年，国家动员宗教团体参加社会主义建设，教会在1958年底关闭该教堂，以后又将大部分房间交给崇文区教育局使用。1986年2月落实宗教政策，将被占用的教堂归由天主教北京教区管理，9月1日经视圣正式开堂，并将教堂内院的修女学校恢复为若瑟修女会的初学院，定名为“小德肋撒修女初学院”，为天主教北京教区培养修女。1988年，南岗子天主教堂被列为北京市崇文区文物保护单位。

## 主任司铎
1991年，贾西成神父首任本堂司铎。后由罗春海神父接任本堂。2004年11月，杨科神父自深圳圣安多尼堂返回北京，担任南岗子天主堂本堂司铎。

| 主任司铎 1. 贾西成神父（1991年—1996年） 2. 罗春海神父（1996年9月—2004年） 3. 杨科神父（2004年11月—2011年） 4. 任力军神父（2011年2月—2016年） 5. 冯国新神父（2016年3月—） | 副主任司铎 …… - 孙晓野神父（2011年—2013年） |